# Niels Korte

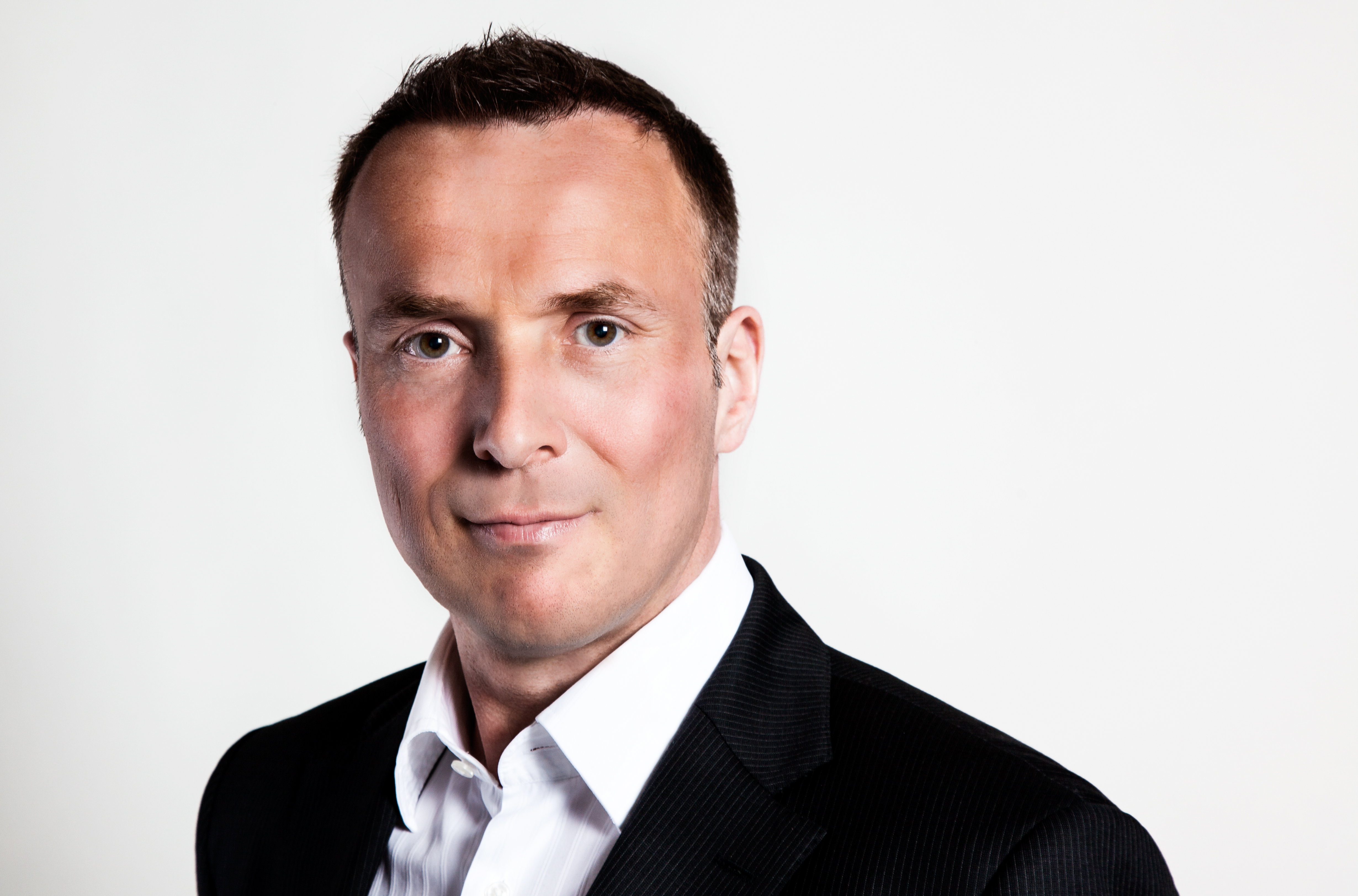
Niels Korte (2014)

Niels Günter Korte (* 22. September 1969 in Arnsberg) ist ein deutscher Jurist, Politiker (CDU) und Unternehmer.

## Leben und Beruf
Nach dem Abitur 1989 in Arnsberg leistete Korte von 1989 bis 1991 Wehrdienst und besuchte ab 1990 als Reserveoffizieranwärter die Offizierschule der Luftwaffe (OSLw) in Fürstenfeldbruck. Nach Wehrübungen, auch im Ausland, wurde er 2017 zum Oberst der Reserve befördert.
Im Anschluss studierte er von 1991 bis 1994 Rechtswissenschaft an der Rheinischen Friedrich-Wilhelms-Universität in Bonn. Nach dem Prädikatsexamen 1995 war er von 1995 bis 1998 Rechtsreferendar in Köln. 1998 legte er das zweite Staatsexamen ab. Seine Promotion bei Michael Kloepfer zum Dr. jur. an der Humboldt-Universität zu Berlin verfasste Korte von 2001 zu 2003 zu einem verwaltungsrechtlichen Thema (Rechtsschutz gegen normauslösende Bekanntgaben).
Als freier Unternehmensberater bei Kienbaum Consultants International in Düsseldorf, wo er von 1995 bis 1998 Junior und Senior Berater war, hat er zwischen 1996 und 1998 an Beratungsprojekten für den öffentlichen Sektor mitgewirkt
Seit 1998 ist er als selbstständiger Anwalt mit dem Schwerpunkt des Einklagens von Studienplätzen in Berlin tätig.
Von 2001 bis 2025 unterrichtete Niels Korte an der Alice-Salomon-Fachhochschule für Sozialarbeit und Sozialpädagogik Berlin. Zunächst als Lehrbeauftragter und seit 2004 als Honorarprofessor baute er das Unterrichtsgebiet Existenzgründung/Unternehmertum mit auf.

## Partei
Seit 1986 ist Niels Korte Mitglied der CDU, wo er der Christlich-Demokratischen Arbeitnehmerschaft (CDA) und der Mittelstands- und Wirtschaftsvereinigung (MIT) angehört. 
1989 organisierte er den Europawahlkampf von Friedrich Merz. Beide stammen aus dem Hochsauerlandkreis.
Von 1991 bis 1996 arbeitete er zunächst als studentischer und später als wissenschaftlicher Mitarbeiter im Bundestagsbüro des Parlamentarischen Staatssekretärs Bernd Wilz im Bundesministerium der Verteidigung. Bei den Bundestagswahlen 2005, 2009 und 2017 trat Niels Korte als Direktkandidat der CDU im Bundestagswahlkreis Berlin-Treptow – Köpenick (Wahlkreis 85) an.

## Corona-Maskenaffäre
In der Maskenaffäre der Union nahm er direkten Kontakt zu Gesundheitsminister Jens Spahn (CDU) auf um die Vergabeunterlagen der FFP2-Masken zu erlangen. Später gelang es ihm einen Wettbewerbsvorteil in Form einer „Änderungsvereinbarung“ auszuhandeln. Diese räumte ihm im Gegensatz zu seinen Mitbewerbern eine verlängerte Lieferfrist der auf dem Weltmarkt verknappten Masken ein. Auch erbat er Hilfe bei Maik Penn (CDU).
Über seine 40-prozentige Firmenbeteiligung an der Areal Invest XXXI. Grundstücksgesellschaft mbH verkaufte er für 107 Millionen Euro 19.999.999 FFP2-Masken an das Bundesministerium für Gesundheit.
Nach Medienberichten über seine Bevorteilung zog Korte seine Kandidatur für die Bundestagswahlen 2021 zurück.
2024 finanzierte Korte eine Klage gegen das nun von Karl Lauterbach (SPD) geführte Gesundheitsministerium welche 480 Millionen Euro zuzüglich Zinsen für nicht gelieferte Masken forderte. Die in der Klage vertretenen Firmen sähen „Staatshaftung“ bei nicht eingehaltenen Lieferfristen und wären bereit Masken nachzuliefern.
Der Bericht der Sonderermittlerin Margaretha Sudhof (SPD) benennt einen unter Jens Spahn geleisteten „Abgeltungsbetrag“ in Höhe von 17.999.000 Euro für Kortes Firma bei dem eine Gegenleistung oder Rechtsgrundlage schleierhaft sind.

## Abgeordneter
Ab dem 18. September 2011 war er Mitglied des Abgeordnetenhauses von Berlin. Er wurde über die Bezirksliste Wahlkreis Treptow-Köpenick 5 gewählt. Im Abgeordnetenhaus war er Mitglied im Hauptausschuss sowie im Ausschuss für Arbeit, Integration, Berufliche Bildung und Frauen. Niels Korte war arbeitsmarktpolitischer Sprecher der CDU-Fraktion. Zudem leitete er den Arbeitskreis II (Arbeit, Integration, Frauen, Gesundheit und Soziales) der CDU-Fraktion und war Mitglied des Fraktionsvorstandes. Bei den Koalitionsverhandlungen der Berliner Großen Koalition war er Mitglied in der Arbeitsgruppe „Arbeit und Soziales“ und für die CDU verantwortlich für die Arbeitsmarktpolitik.
Auf dem kleinen Landesparteitag der Berliner CDU am 30. September 2010 präsentierte Niels Korte das arbeitsmarktpolitische Programm der Partei „Berlin in Arbeit“, das einstimmig beschlossen wurde. In seinen wesentlichen Punkten mündete dieses in das Rahmen-Arbeitsmarktprogramm „BerlinArbeit“ der Großen Koalition.
Zur Abgeordnetenhauswahl am 18. September 2016 trat Niels Korte nicht mehr an.

## Sonstiges
Er ist u. a. Mitglied des Unionhilfswerk, des 1. FC Union Berlin und der Interessengemeinschaft Deutsche Luftwaffe.

## Privates
Niels Korte lebt mit seiner Frau und beiden gemeinsamen Kindern in Berlin-Friedrichshagen, im Bezirk Treptow-Köpenick.

## Schriften (Auswahl)
- Rechtsschutz gegen normauslösende Bekanntgaben (= Schriften zum Umweltrecht. Bd. 133). Duncker und Humblot, Berlin 2004, ISBN 3-428-11367-5.